# Hosilot Dangara
Hosilot Dangara (tadż. Клуби футболи «Ҳосилот» Данғара) – tadżycki klub piłkarski, mający siedzibę w mieście Dangara, na południu kraju.

## Historia
Chronologia nazw:
- 2004: FK Dangara (ros. ФК «Дангара»)
- 2006: Hosilot Dangara (ros. «Хосилот» Дангара)

Piłkarski klub FK Dangara został założony w miejscowości Dangara w 2004 roku. W tłumaczeniu hosilot oznacza urodzaj. W 2004 zespół debiutował w rozgrywkach Wyższej Ligi Tadżykistanu. W debiutanckim sezonie zajął 8. miejsce w końcowej klasyfikacji. W następnym sezonie ponownie startował w Wyższej Lidze, gdzie zajął ostatnie 10. miejsce i spadł do Pierwszej Ligi. W 2006 klub zmienił nazwę na Hosilot Dangara. W 2007 klub przed startem zgłosił się do rozgrywek Wyższej Ligi, jednak potem nie przystąpił do gry i został zdyskwalifikowany. Potem klub został rozformowany.

## Sukcesy

### Trofea międzynarodowe
Nie uczestniczył w rozgrywkach azjatyckich (stan na 31-12-2015).

### Trofea krajowe
| \| \| Zdobyte trofea w rozgrywkach Tadżykistanu (stan na: 31-12-2015) \| |                                                                 |      |          |
| Rozgrywki                                                                | Osiągnięcie                                                     | Razy | Sezon(y) |
| Mistrzostwo                                                              | I miejsce                                                       | 0    |          |
| Mistrzostwo                                                              | II miejsce                                                      | 0    |          |
| Mistrzostwo                                                              | III miejsce                                                     | 0    |          |
| Mistrzostwo                                                              | 8. miejsce                                                      | 1    | 2004     |
| Puchar                                                                   | zdobywca                                                        | 0    |          |
| Puchar                                                                   | finalista                                                       | 0    |          |
| Puchar                                                                   | 1/8 finału                                                      | 1    | 2005     |
| II liga                                                                  | I miejsce                                                       | 0    |          |
| II liga                                                                  | II miejsce                                                      | 0    |          |
| II liga                                                                  | III miejsce                                                     | 0    |          |
| Tadżykistan                                                              | Zdobyte trofea w rozgrywkach Tadżykistanu (stan na: 31-12-2015) |      |          |

## Stadion
Klub rozgrywa swoje mecze domowe na stadionie Centralnym w Dangarze, który może pomieścić 1 000 widzów.

## Piłkarze
Znani piłkarze:
- Umed Alidodow
- Ibrahim Rabimow

## Trenerzy
...
- 2005–2007:  Numon Jusupow

...